# Tanygnathus sumatranus
Tanygnathus sumatranus е вид птица от семейство Psittaculidae.

## Разпространение
Видът е разпространен в Индонезия и Филипините.